# Ausweis

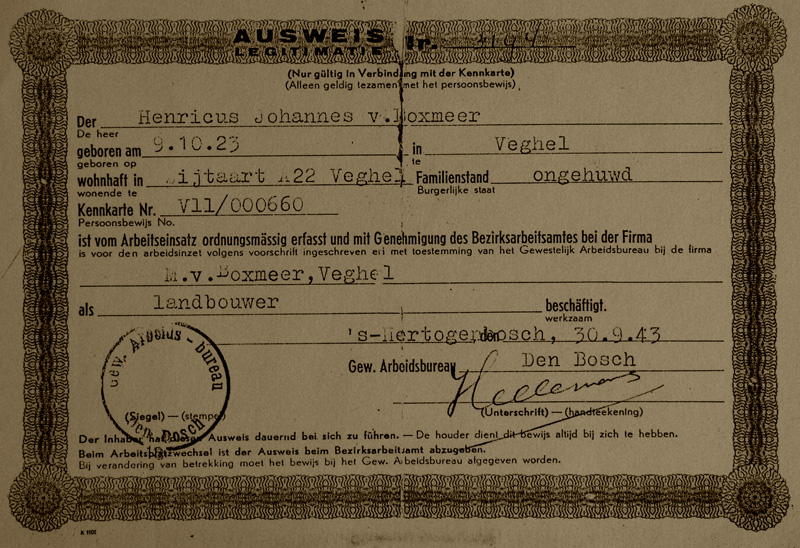
Werkvergunning (1943)

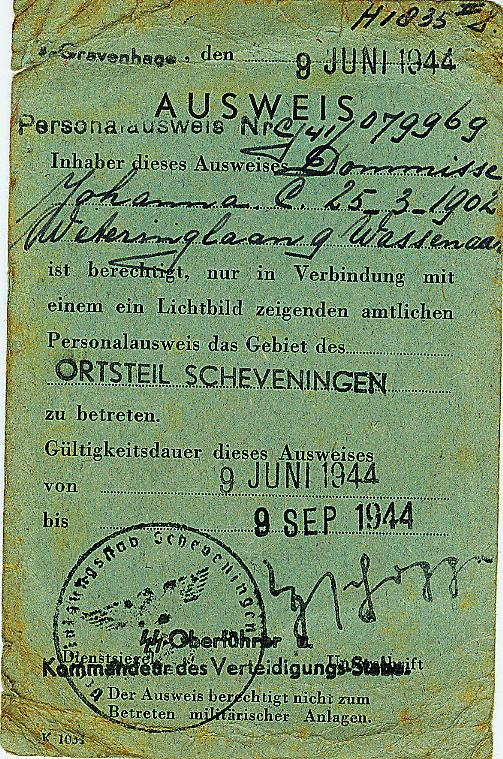
Toestemming om Scheveningen (sperrgebiet) in te komen

Een ausweis is een identiteitsbewijs dat door de Duitse bezetter tijdens de Tweede Wereldoorlog werd ingevoerd.
Op de ausweis stond aangegeven wie, wanneer en waar men vergunning had om te werken. Er stonden dus geen pasfoto's of vingerafdrukken op, zoals op het persoonsbewijs. Vooral in de oorlogstijd in Nederland moesten er bepaalde groepen tijdens de spertijd werken, zoals leden van de Luchtbeschermingsdienst en personeel van de Nederlandse Spoorwegen. Op de ausweis stond een stempel (met Duitse adelaar en hakenkruis) van de Duitse commandant met zijn handtekening. Op een ausweis van leden van de Nederlandse Spoorwegen stond zelfs vermeld welke route van werk naar huis (en terug) moest worden genomen (de kortste route).
Wie vrijstelling had van de Arbeitseinsatz had daarvoor een speciale ausweis in zijn bezit. Anders kon hij opgepakt en gefusilleerd worden. Vrijstellingen voor het front en de Arbeitseinsatz werden sonder-ausweisen genoemd.
Ook in het Derde Rijk en in andere bezette gebieden bestonden ausweisen, waarop stond dat men bijvoorbeeld een studie mocht volgen op een bepaalde school of dat het toegestaan was om bepaalde goederen met een vrachtwagen te vervoeren op bepaalde (week)dagen.
Een ausweis is vaak verward met het Nederlandse persoonsbewijs in de Tweede Wereldoorlog dat overigens door de Nederlandse ambtenaar Jacob Lentz al voor de oorlog werd uitgevonden. Wie dus moest werken gedurende de spertijd moest dus twee bewijzen op zak hebben: een persoonsbewijs en een ausweis.

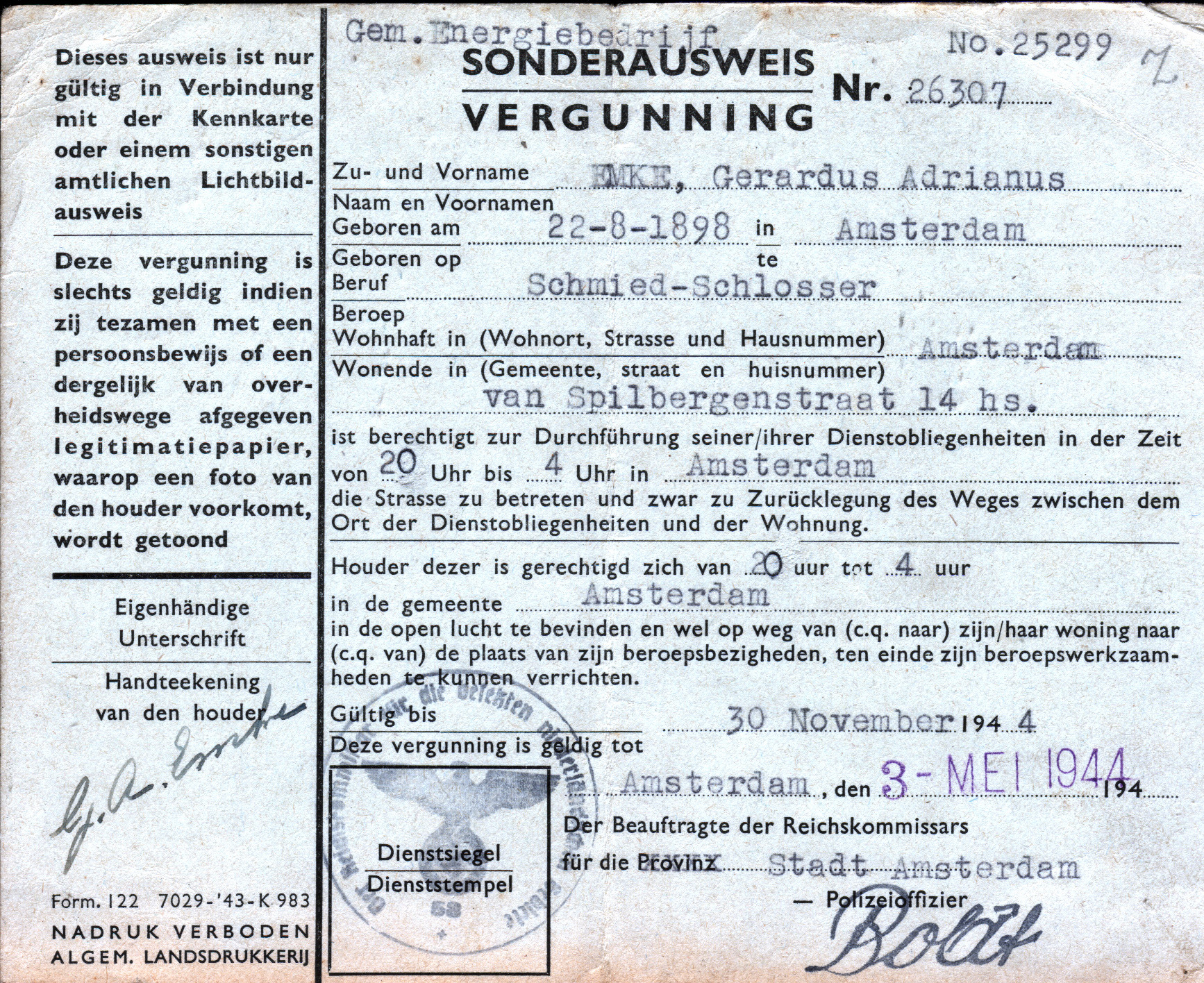
Sonderausweis uit 1944 voor een noodzakelijk machinist in het gasbedrijf